# Turmoil
Turmoil war eine amerikanische Hardcore-Punk-Band aus Pennsylvania.

## Geschichte
Die Band wurde 1992 in Pennsylvania gegründet. Sie spielte bereits in ihrer Frühphase mit Bands wie Earth Crisis, Shelter, Snapcase und Life of Agony. Auf das erste offizielle musikalische Lebenszeichen, die EP Who Says Time Heals All Wounds?, folgte 1994 eine Europatournee gemeinsam mit Madball. Das Debütalbum From Bleeding Hands erschien 1996 via Century Media.
Ein Jahr später nahm die Band vier neue Songs auf, die zusammen mit früheren Demo- sowie 7″-Aufnahmen im Rahmen der Kompilation Anchor veröffentlicht wurden. 1999 erschien The Process Of…, dann das zweite und bislang letzte Studioalbum für Kingfisher Records, ein Sublabel von Century Media.
Im Jahr 2005 folgte mit der Doppel-CD Staring Back via Abacus Recordings, ebenfalls ein Sublabel von Century Media, eine Best-Of-Kompilation.
Im Februar 2007 unterzeichnete die Band einen neuen Plattenvertrag bei Eulogy Recordings. Bevor jedoch ein Album veröffentlicht werden konnte, der Arbeitstitel lautete „The International Language of…“, stieg Sänger und Mitgründer Jon Gula im September 2008 aus. Sein Nachfolger wurde Nate Johnson.

## Sonstiges
Ein Teil der Band fühlte sich der Straight-Edge-Philosophie verbunden. Gleichwohl hat es die Band abgelehnt, sich dieses Etikett anzuheften, da sie aufgrund ihrer Musik statt einer Philosophie beurteilt werden wollte.

## Diskografie
- 1994: Who Says Time Heals All Wounds? (EP, Century Media)
- 1996: From Bleeding Hands (Album, Century Media)
- 1997: Anchor (Kompilation, Century Media)
- 1999: The Process Of... (Album, Kingfisher Records)
- 2005: Staring Back (Best-Of-Kompilation, Abacus Recordings)